# Het lederen monster
Het lederen monster is een stripverhaal uit de reeks van Suske en Wiske, geschreven door Peter Van Gucht en getekend door  Luc Morjaeu. Het verscheen in juni 2016 in de Vierkleurenreeks met volgnummer 335.

## Personages
- Suske (voetballiefhebber), Wiske, tante Sidonia (therapeut), Lambik (scheidsrechter), Jerom (filmster), professor Barabas, Cedric Catenaccio (spits met burn-out), Ben De Leyder (afperser), Jaap Klinker (persmuskiet)[2], voetbalvrouwen, hooligans, Ping-Ping-Foo-Chi, Van Zwollem, Myriam, Wannes, Wag's, WAF, voetballers, hooligans, Anne-Marie Van Zwollem, Wafke[3].

## Locaties
- Centrum voor psychotherapie Van Zwollem, wapenwinkel Wolf Yzers, sportartikelen Achilles Pees[4], Di Salmonella Bongori (Italiaans restaurant), Zuid-Amerika, het oude China, Romeinse arena, kantoor Ben de Leyder, voetbalstadion, Thief & Miller Mediaproductions

## Verhaal
Anne-Marie is naar een congres in het buitenland en daarom vangen de vrienden een bekende voetballer op in het centrum voor psychotherapie. Cedric Catenaccio is de belangrijkste voetballer van zijn generatie, hij speelde bij de belangrijkste Europese voetbalclubs. Hij kwam twee jaar geleden niet meer aan scoren toe, belandde op de bank en werd ontslagen. Hij werd door pers en fans uitgespuwd en ook zijn manager liet hem in de steek. Lambik, Jerom en Wafke bewaken de poort, zodat Cedric op het terrein van het centrum van psychotherapie geen last heeft van de pers. Ze kunnen echter niet voorkomen dat Jaap Klinker foto's neemt. In het geheim wordt over Cedric gesproken; Ben de Leyder wil Cedric voor weinig geld kopen en laat hem dan genezen, zodat hij hem voor veel geld kan verkopen. Het lukt de vrienden niet om Cedric uit zijn depressie te halen, maar Van Zwollem krijgt het voor elkaar een spel met de voetballer te spelen. Wiske is nieuwsgierig naar de muziekdoos van Cedric, ze vraagt zich af waarom hij er zoveel naar luistert.

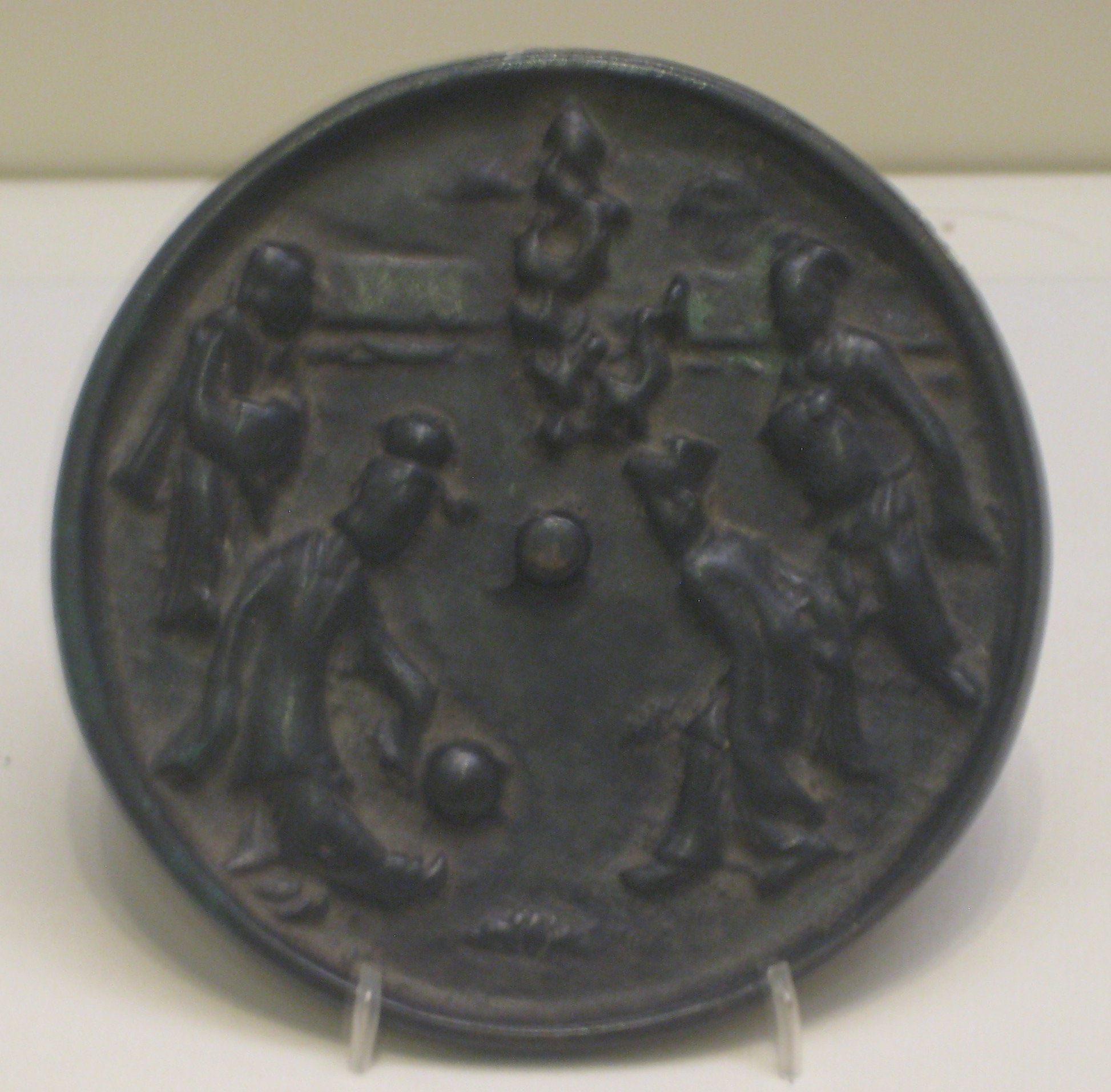
Tsu-chu op een bronzen spiegel uit de Song-dynasty (960-1279)

Ben de Leyder komt naar het centrum voor psychotherapie en Sidonia heeft al snel door dat hij een wurgcontract aanbiedt. Ze zet de man uit het centrum en probeert Cedric te helpen bij zijn herstel. De volgende dag wordt Sidonia uitgenodigd voor een etentje en ze ontdekt dat Ben de Leyder haar zit op te wachten. Hij  biedt een geschenk aan, maar Sidonia wil zich niet laten omkopen. Lambik heeft door dat Cedric snel herstellen moet. 's Nachts wordt Cedric ontvoerd en naar het verleden gestuurd. Hij komt terecht bij de Maya's en Van Zwollem is keizer Quetch Nyhu Quaad van de Mixomatozes en wil dat Cedric Tlachtli gaat spelen. Als Cedric niet speelt, zal Moctanamesh (Sidonia) sterven. De tegenstander is Zimahna Yisdun (Jerom) en de scheidsrechter Nixqeni Valzpehle (Lambik) legt de spelregels uit. Na enige aarzeling speelt Cedric voor het leven van Sidonia en het lukt hem haar te redden. Dan komt Cedric terecht in het oude China en Chi Doh Nija (Sidonia) is de keizerin en aanvoerster van de Tsu-chu ploeg. Ook hier weet Cedric na een tijdje in actie te komen en voorkomt op deze manier een bomaanslag.
Dan komt Cedric in een Romeinse arena terecht en ook hier wordt een balspel gespeeld. Het lukt Cedric een doelpunt te maken en daarna komt hij weer in een andere omgeving terecht. Het blijkt dat de drie wedstrijden werden gespeeld in het nieuwe holodeck van professor Barabas, de beelden zijn gecreëerd door een computer. De reis door de tijd was een illusie en de vrienden speelden een rol. Cedric snapt niet waarom ze hem wilden bangmaken, maar dan legt professor Barabas uit dat het een manier is om zijn angst te overwinnen. Cedric heeft zijn grenzen verlegd en heeft de balfobie overwonnen. Wiske is al die tijd in het centrum voor psychotherapie gebleven en wil de muziekdoos van Cedric bekijken, maar wordt opnieuw door hem weggestuurd. Dan ontdekt Sidonia dat er een bericht in de krant staat over de opname van Cedric. Er wordt geschreven dat hij een relatie heeft met zijn therapeute en al snel stopt er een auto voor de poort. Vriendinnen van Cedric geven Sidonia een make-over, maar worden door hem weggestuurd. Ook komen er voetbalhooligans naar het terrein, maar Jerom kan voorkomen dat ze binnendringen.
Sidonia wordt benaderd door Ben en ze weigert opnieuw op zijn aanbod in te gaan. Dan wordt Jerom weggelokt, hij krijgt een uitnodiging van een filmmaatschappij. Ben ziet op de facebookpagina van Van Zwollem foto's van de spelen en hij benaderd hem om een spel te spelen. Wiske sluipt de spreekkamer van Sidonia binnen en leest over het verleden van Cedric, waarbij ze ontdekt dat hij schulden maakt. Een Chinese voetbalmakelaar bood geld in ruil voor een verloren wedstrijd en hield Cedric in zijn macht. Het lukt Jaap Klinker om foto's van het dossier te maken en Wiske besluit het geheim te houden, zodat niemand weet dat zij stiekem het dossier heeft gelezen. Van Zwollem laat Cedric een contract ondertekenen en hij brengt het naar Ben. Daar blijkt dat hij de euro's door gehaktballen heeft vervangen, het contract is dus waardeloos. Ben is woedend en dreigt Anne-Marie iets aan te doen als Van Zwollem nogmaals tegenwerkt. Van Zwollem vermomt zich als voetbalman en dreigt de muziekdoos van Cedric te houden als hij het nieuwe contract niet tekent. De vrienden kunnen de muziekdoos afpakken en Cedric wil meespelen aan een vriendschappelijke wedstrijd.
Sidonia gaat met het contract naar Ben en hij vertelt dat er in zijn kantoor is ingebroken. Hij zegt ook dat Cedric hem niet langer interesseert, maar Sidonia gelooft hem niet. Dan hoort Ben van Jaap over de foto's van het dossier, hiermee kan Cedric gechanteerd worden. Sidonia is met Cedric in het voetbalstadion en raadt hem aan zijn gokhistorie op te biechten aan de overheid. Dan wordt Cedric gebeld en hoort dat Ben over het dossier weet, hij is boos op Sidonia en wil niet meer meedoen aan de sportieve wedstrijd. Ook wil hij niet langer in therapie. Suske, Wiske en Wafke zoeken Van Zwollem en het hoofd van Wafke kan gebruikt worden als drone. Ze zien dat Van Zwollem is vastgebonden in een boomhut en bewusteloos is. Ben de Leyder weet te ontsnappen. Professor Barabas ontdekt dat Van Zwollem is geïnjecteerd met een stof die hem in coma heeft gebracht en geeft een tegengif. Wiske biecht op dat zij schuldig is aan het per ongeluk openbaren van de geheimen van Cedric. 
Jerom ontdekt in Holleywood dat hij is weggelokt, maar mag toch een superheld spelen. Hij wordt omgetoverd tot J.ROM, de gouden stuntman. Sidonia vertelt Suske en Wiske dat het centrum voor psychotherapie sluiten moet als het dossier openbaar wordt gemaakt. Ook vertelt ze dat het geheim over het gokverleden niet het grootste geheim van Cedric is. In de muziekdoos zit een foto van zijn vriendin en zoontje. Zij wilde geen WAG zijn en de relatie werd geheim gehouden. Ze verliet Cedric toen hij het gokschandaal opbiechte. De vrienden besluiten op zoek te gaan naar het zoontje en Suske ontdekt foto's van hem bij de voetbaltraining van de junioren bij FC Dribbel in Zachtebeke. Suske en Wiske gaan naar deze plaats en een barman herkent de foto, het zijn Miriam en haar zoontje Wannes. Cedric wil het contract ondertekenen op het kantoor van Ben, maar dan stormt Sidonia als voetbalvrouw binnen. 
Ze kan echter niet voorkomen dat Cedric het contract tekent, want Ben dreigt zijn zoontje iets aan te doen. Hij vertelt dat de locatie van de vriendin en het zoontje allang bekend is bij de Chinese zakenman. Suske en Wiske kunnen voorkomen dat een Chinese man het zoontje van Cedric ontvoert. Tante Sidonia vernietigt het contract als ze hoort dat het zoontje gered is en Ben de Leyder komt in de gevangenis terecht. Ook Jaap Klinker staat terecht voor inbraak en het schenden van privacy. Ping-Ping-Foo-Chi is ook opgepakt en de vriendin van Cedric geeft hem een tweede kans. Hij ziet zijn zoontje weer iedere dag en wordt slechts voorwaardelijk gestraft, omdat hij zo goed mogelijk meewerkt aan het onderzoek. Cedric is wel geschorst, maar mag het volgende jaar weer spelen. Cedric nodigt de vrienden uit om bij zijn eerste wedstrijd aanwezig te zijn en geeft hen kaartjes. 